# Poul Anderson
Poul William Anderson (Bristol, Pennsylvania, 1926. november 25. – Orinda, Kalifornia, 2001. július 31.) amerikai sci-fi író.

## Életrajz
Pennsylvaniában született, skandináv szülők gyermekeként. A Minnesotai Egyetemre járt, ahol fizikából szerzett diplomát 1948-ban.

## Pályafutása
Első novellája 1944-ben jelent meg az Astounding Science Fictionben. Első sci-fi regénye, amely önállóan jelent meg 1954-ben, a Brain Wave (Agyhullám) volt.

## Művei
A 60-as, 70-es években kalandregények és űroperettek írásával foglalkozik. Megalkot egy komplett sorozatot (Technic History).
- Three Hearts and Three Lions, 1953 – Holger Danske 1
- The Broken Sword, 1954; 1971-ben átdolgozva
- The High Crusade, 1960
- Guardians of Time, 1960 – Time Patrol 1
- The Corridors of Time, 1965
- The Dancer from Atlantis, 1971
- A Midsummer Tempest, 1974 – Holger Danske 2
- Fire Time, 1974
- The Merman’s Children, 1979
- Orion Shall Rise, 1983
- Time Patrolman, 1983 – Time Patrol 2
- Inconstant Star, 1991

## Magyarul
- Majd ha az Orion fölszáll; ford. Fencsik Flóra; Móra, Bp., 1990 (Galaktika fantasztikus könyvek)
- Az idő folyosói. Regény; ford. Nemes István; Phoenix Könyvek, Debrecen, 1991 (Science fiction & fantasy)
- A nagy keresztes hadjárat. Regény; ford. Moczok Edit; Phoenix, Debrecen, 1992 (Science fiction & fantasy)
- Oroszlánszív; ford. Erdei Pálma, Apáthy Attila; Cherubion, Debrecen, 1993 (Osiris könyvek)
- Az atlantiszi táncosnő; ford. Friedmann Károly, versford. Kiss Marianne; Cédrus, Bp., 1993 (A sci-fi klasszikusai)
- Időjárőr; ford. Hoppán Eszter; Valhalla Páholy, Bp., 1994
- Időjárőr 2; ford. Szántai Zsolt; Valhalla Páholy, Bp., 1994
- A törött kard. Regény; ford. Kornya Zsolt; Cherubion, Debrecen, 1994 (Osiris könyvek)
- Tűzkorszak; ford. Békési József; Lap-ics–Cherubion, Bp.–Debrecen, 1998 (Galaxis sf könyvek)
- Változó csillag; ford. Erdő Orsolya; Lap-ics–Cherubion, Bp.–Debrecen, 1998 (Galaxis sf könyvek)
- Tomboló vihar. Fantasy regény; ford. Jászberényi István; Cherubion, Debrecen, 1998 (Osiris könyvek)
- A tengernép gyermekei. Fantasy regény; ford. Békési József; Cherubion, Debrecen, 1999 (Osiris könyvek)

A fentieken kívül még 40-nél több elbeszélése jelent meg magazinokban, antológiákban.

## Tagságai
- Tagja volt a Minneapolisi Fantasy Egyesületnek

## Díjai
- Novelláival és kisregényeivel hét Hugo-, három Nebula- és egy Gandalf-díjat nyert.